# César pro nejlepší kostýmy
César pro nejlepší kostýmy je jedna z kategorií francouzské filmové ceny César. Kategorie existuje od roku 1985.

## Vítězové a nominovaní

### 80. léta
- 1985: Swannova láska – Yvonne Sassinot de Nesle
  - Pevnost Saganne – Rosine Delamare a Corinne Jorry
  - Carmen – Enrica Job
- 1986: Harém – Catherine Gorne-Achdjian
  - L'Effrontée – Jacqueline Bouchard
  - Bras de fer – Élisabeth Tavernier
  - Schůzka – Christian Gasc
- 1987: Piráti – Anthony Powell
  - Thérèse – Yvette Bonnay
  - Mélo – Catherine Leterrier
- 1988: La Passion Béatrice – Jacqueline Moreau
  - De guerre lasse – Olga Berluti
  - Na shledanou, chlapci – Corinne Jorry
- 1989: Camille Claudelová – Dominique Borg
  - Šuani – Yvonne Sassinot de Nesle
  - La vie est un long fleuve tranquille – Élisabeth Tavernier

### 90. léta
- 1990: Valmont – Theodor Pištěk
  - Francouzská revoluce – Catherine Leterrier
  - Život a nic jiného – Jacqueline Moreau
- 1991: Cyrano z Bergeracu – Franca Squarciapino
  - Tatínkova sláva – Agnès Negre
  - Lacenaire – Yvonne Sassinot de Nesle
- 1992: Všechna jitra světa – Corinne Jorry
  - Van Gogh – Édith Vespérini
  - Delikatesy – Valérie Pozzo di Borgo
- 1993: Le Souper – Sylvie de Segonzac
  - Indočína – Pierre-Yves Gayraud a Gabriella Pescucci
  - Milenec – Yvonne Sassinot de Nesle
- 1994: Germinal – Sylvie Gautrelet, Caroline de Vivaise a Bernadette Villard
  - Návštěvníci – Catherine Leterrier
  - Louis, enfant roi – Franca Squarciapino
- 1995: Královna Margot – Moidele Bickel
  - Farinelli – Olga Berluti a Anne de Laugardière
  - Plukovník Chabert – Franca Squarciapino
- 1996: Madame Butterfly – Christian Gasc
  - Město ztracených dětí – Jean-Paul Gaultier
  - Husar na střeše – Franca Squarciapino
- 1997: Nevinné krutosti – Christian Gasc
  - Kapitán Conan – Jacqueline Moreau a Agnès Evein
  - Rošťák Beaumarchais – Sylvie de Segonzac
- 1998: Hrbáč – Christian Gasc
  - Artemisia – Dominique Borg
  - Pátý element – Jean-Paul Gaultier
- 1999: Lautrec – Pierre-Jean Larroque
  - Place Vendôme – Svět diamantů – Nathalie du Roscoat a Élisabeth Tavernier
  - Don Juan – Sylvie de Segonzac

### 0. léta
- 2000: Johanka z Arku – Catherine Leterrier
  - Rembrandt – Ève-Marie Arnault
  - Čas znovu nalezený – Gabriella Pescucci a Caroline de Vivaise
- 2001: Saint-Cyr – Edith Vesperini a Jean-Daniel Vuillermoz
  - Král tančí – Olivier Bériot
  - Vatel – Yvonne Sassinot de Nesle
- 2002: Bratrstvo vlků – Hon na bestii – Dominique Borg
  - Důstojnický pokoj – Catherine Bouchard
  - Amélie z Montmartru – Madeline Fontaine
  - Angličanka a vévoda – Pierre-Jean Larroque
- 2003: Asterix a Obelix: Mise Kleopatra – Philippe Guillotel, Tanino Liberatore a Florence Sadaune
  - 8 žen – Pascaline Chavanne
  - Pianista – Anna Sheppard
- 2004: Na ústa ne – Jackie Budin
  - Šťastnou cestu – Catherine Leterrier
  - Napoleon – Carine Sarfati
- 2005: Příliš dlouhé zásnuby – Madeline Fontaine
  - Superstar – Catherine Bouchard
  - Arsène Lupin – zloděj gentleman – Pierre-Jean Larroque
- 2006: Gabriela – Caroline de Vivaise
  - Šedé duše – Pascaline Chavanne
  - Šťastné a veselé – Alison Forbes-Meyler
- 2007: Lady Chatterleyová – Marie-Claude Altot
  - Zbloudilá srdce – Jackie Budin
  - Agent 117 – Chalotte David
  - Brigády tygrů – Pierre-Jean Larroque
  - Den vítězství – Michèle Richer
- 2008: Edith Piaf – Marit Allen
  - Tajemství – Jacqueline Bouchard
  - Molière – Pierre-Jean Larroque
  - Druhý dech – Corinne Jorry
  - Zkáza zámku Herm – Jean-Daniel Vuillermoz
- 2009: Séraphine – Madeline Fontaine
  - Síla odvahy – Pierre-Jean Larroque
  - Veřejný nepřítel č. 1 a Veřejný nepřítel č. 1: Epilog – Virginie Montel
  - Nehanebné lásky Françoise Sagan – Nathalie du Roscoat
  - Paříž 36 – Carine Sarfati

### 10. léta
- 2010: Coco Chanel – Catherine Leterrier
  - Coco Chanel & Igor Stravinskij – Chattoune a Fab
  - OSS 117: Ztracen v Riu – Charlotte David
  - Galimatyáš – Madeline Fontaine
  - Prorok – Virginie Montel
- 2011: Princezna z Montpensier – Caroline de Vivaise
  - Tajemství mumie – Olivier Beriot
  - Profesionální manželka – Pascaline Chavanne
  - Turné – Alicia Crisp-Jones
  - O bozích a lidech – Marielle Robaut
- 2012: Nevěstinec – Anaïs Romand
  - Moje malá princezna – Catherine Baba
  - Umělec – Mark Bridges
  - Ženy z šestého poschodí – Christian Gasc
  - La Source des femmes – Viorica Petrovici
- 2013: Sbohem, královno – Christian Gasc
  - Augustina – Pascaline Chavanne
  - Znovu zamilovaná – Madeline Fontaine
  - Cloclo – Mimi Lempicka
  - Láska všemi deseti – Charlotte David
- 2014: Renoir – Pascaline Chavanne
  - Pěna dní – Florence Fontaine
  - L'Extravagant Voyage du jeune et prodigieux T. S. Spivet – Madeline Fontaine
  - Kluci a Guillaume, ke stolu! – Olivier Bériot
  - Michael Kohlhaas – Anina Diener
- 2015: Saint Laurent – Anaïs Romand
  - Kráska a zvíře – Pierre-Yves Gayraud
  - La French – Francouzská spojka – Carine Sarfati
  - Une nouvelle amie – Pascaline Chavanne
  - Yves Saint Laurent – Madeline Fontaine
- 2016: Marguerite – Pierre-Jean Larroque
  - Deník komorné – Anaïs Romand
  - Mustang – Selin Sözen
  - Vůně mandarinky – Catherine Leterrier
  - Tři vzpomínky – Nathalie Raoul
- 2017: Tanečnice – Anaïs Romand
  - Frantz – Pascaline Chavanne
  - Kameny bolesti – Catherine Leterrier
  - Líná zátoka – Alexandra Charles
  - Příběh jednoho života – Madeline Fontaine
- 2018: Na shledanou tam nahoře – Mimi Lempicka
  - 120 BPM – Isabelle Pannetier
  - Barbara – Pascaline Chavanne
  - Dopisy z fronty – Anaïs Romand
  - Příslib úsvitu – Catherine Bouchard
- 2019: Madam J – Pierre-Jean Larroque
  - Bolest – Anaïs Romand a Sergio Ballo
  - Vládce Paříže – Pierre-Yves Gayraud
  - The Sisters Brothers – Milena Canonero
  - Jedna země, jeden král – Anaïs Romand

### 20. léta
- 2020: Žaluji! –  Pascaline Chavanne
  - Tenkrát podruhé – Emmanuelle Youchnovski
  - Edmond – Thierry Delettre
  - Janička z Arku – Alexandra Charles
  - Portrét dívky v plamenech – Dorothée Guiraud
- 2021: Jak býti dobrou ženou –  Madeline Fontaine
  - Sbohem, blbci! – Mimi Lempicka
  - Milostné historky – Hélène Davoudian
  - De Gaulle – Anaïs Romand a Sergio Ballo
  - Léto 85 – Pascaline Chavanne
- 2022: Ztracené iluze – Pierre-Jean Larroque
  - Hlas lásky – Catherine Leterrier
  - Annette – Pascaline Chavanne
  - Delikatesa –  Madeline Fontaine
  - Eiffel –  Thierry Delettre
- 2023: Simone, le voyage du siècle – Gigi Lepage
  - Navždy mladí – Caroline de Vivaise
  - Couleurs de l'incendie – Pierre-Jean Larroque
  - Než přijde pan Bojangles – Emmanuelle Youchnovsk
  - Nevinný – Corinne Bruand
  - Pacifiction – Praxèdes de Vilallonga
- 2024: Říše zvířat – Ariane Daurat
  - Jeanne du Barry – Králova milenka – Jürgen Doering
  - Mon crime – Pascaline Chavanne
  - Umění jíst a milovat – Tran Nu Yên Khê
  - Tři mušketýři: D'Artagnan a Tři mušketýři: Milady – Thierry Delettre
- 2025: Hrabě Monte Christo – Thierry Delettre
  - Zběsilá láska – Isabelle Pannetier
  - Emilia Pérez – Virginie Montel
  - Aznavour – Isabelle Mathieu
  - Božská Sarah Bernhardt – Anaïs Romand